# Gare de Castiello
La gare de Castiello est une ancienne gare ferroviaire espagnole de la ligne de la bifurcation de Canfranc à Canfranc (204), située sur le territoire de la commune de Castiello de Jaca, dans la comarque de Jacétanie, dans la province de Huesca, en Aragon. 
Elle est mise en service en 1922 par Compañía de los Caminos de Hierro del Norte de España (CCHNE) et fermée en 2013 par Renfe Operadora. 

## Situation ferroviaire
Établie à 909 mètres d'altitude, la gare de Castiello est située au point kilométrique (PK) 202,418 de la ligne de la bifurcation de Canfranc à Canfranc, entre les gares de Castiello-Pueblo et de Villanúa-Letranz.

## Histoire
(juillet 2025).
Si vous disposez d'ouvrages ou d'articles de référence ou si vous connaissez des sites web de qualité traitant du thème abordé ici, merci de compléter l'article en donnant les références utiles à sa vérifiabilité et en les liant à la section « Notes et références ».
La gare a été ouverte au trafic le 25 juillet 1922, lors de l'ouverture du trançon entre Jaca et Canfranc de la ligne devant relier Saragosse à la frontière française.
Ce tronçon a été construit à par l'État et était exploité par la Compañía de los Caminos de Hierro del Norte de España jusqu'à la nationalisation en 1941 avec la création de RENFE.
ADIF est propriétaire de la gare depuis le 31 décembre 2004.
Après la création du point d’arrêt de Castiello-Pueblo, la fréquentation de la gare est devenue très faible avec seulement 34 voyageurs par an.
Depuis 2013, Renfe n’assure plus aucun service voyageurs, elle est désormais uniquement dédiée au transport de marchandises.

### La gare
À l'origine, les trains entraient sur le quai par une voie secondaire, mais lors d'une rénovation, cette voie secondaire et en impasse a été supprimée dans le but de moderniser la gare et de l’adapter aux personnes en situation de handicap, ne conservant que la voie principale. La gare est devenue un simple point d'arrêt après l’élévation du quai sur le ballast de l’ancienne voie secondaire.